# Sommer's Automobile Museum
Sommer's Automobile Museum er et privat automobilmuseum etableret i 2004 af automobilentusiast og tidl. bilimportør og -forhandler Ole Sommer i en tre-etagers bygning på Nærum Hovedgade 3 i Nærum. Museet har omkring 60 veteranbiler og 2000 modelbiler.
Museet er åbent for publikum om søndagen og i perioder med særudstillinger også onsdag aften. En gruppe frivillige og sagkyndige kustoder hjælper med at holde museet åbent for publikum. Mange af kustoderne er medlemmer af Dansk Veteranbil Klub, som har medlemslokaler i tilknytning til museet.

## Historie
I 1959 købte grundlæggeren Ole Sommer sin første historiske bil, hvilket var den første spæde start til Sommer's Automobile Museum. De kommende år blev der indkøbt flere biler og samlingen voksede støt. I de følgende år blev bilerne udlånt til forskellige danske museer, indtil de i 1980 blev samlet over Ole Sommers bilforretning i Nærum. I 2004 flyttede Sommer's Automobile Museum ind i en nybygget treetagers museumsbygning på Nærum Hovedgade 3.

## Udstilling
Samlingen omfatter såvel veteran- og vintage køretøjer som bil-, fly- og skibsmotorer samt en enkelt bemærkelsesværdig knallert. Blandt de udstillede biler findes bl.a. Alfa Romeo, Lancia, Morgan, Maserati, Volvo, Renault, Saab, Jaguar (bl.a. den succesrige Jaguar Type D, som vandt Le Mans 1955, 1956 og 1957) og Rolls Royce. 
Derudover er der udstillet omkring 2000 modelbiler, hvoraf hovedparten er udlånt af to private samlere. Museets faste udstilling suppleres med skiftende særudstillinger et par gange om året om bestemt bilmærker eller særlige begivenheder.
Blandt de udstillede biler findes også flere af Ole Sommers egne bilproduktioner, deriblandt bilmodellen OScar (OS for Ole Sommer), som blev specialfremstillet i 20 eksemplarer fra 1983. OScar var baseret på en kombination af Volvo-komponenter og specialfremstillede enkeltdele.
Den ældste bil i samlingen er en Renault fra 1908.

## Galleri
- Joker fra 1972
- S 1 fra 1950
- En SVJ, der blev produceret fra 1962-1967